# イースタン・プロミス
『イースタン・プロミス』（Eastern Promises）は、2007年のイギリス/カナダ/アメリカ合作の映画。ロンドンを舞台に、ロシア・マフィアの係る人身売買をテーマとしている。日本では映倫の規定によりR-18指定となっている。

## ストーリー
ロンドンクリスマスを目前に控えたある夜のこと。助産師として病院で働くアンナ（ナオミ・ワッツ）の元に身元不明の少女が運び込まれた。彼女は子どもを身ごもっており、女の子を産んだ後、息を引き取ってしまう。手術に立ち会ったアンナは、彼女のバッグから日記を取り出す。孤児となった赤ん坊のために、少女の身元を割り出そうと考えたのだ。日記はロシア語で書かれており、そこには“トランスシベリアン”というロシアン・レストランのカードが挟みこまれていた。ロシア人とのハーフでありながらロシア語が解らないアンナは、カードを頼りにレストランを訪ねる。
店の前で、アンナはひとりの謎めいた男と出会う。ニコライ（ヴィゴ・モーテンセン）という名前のその男は、悪名高きロシアン・マフィア＜法の泥棒＞の運転手で、組織の跡取りであるキリル（ヴァンサン・カッセル）のために働いていた。ニコライはエンジンのかからないバイクを前に困惑するアンナを車で家まで送り届ける。
やがて少女の日記を読んでしまったアンナのロシア人の伯父が、彼女にこの事件から手を引くよう忠告する。日記にはロシアン・マフィアが関わるイースタン・プロミス＝人身売買についての恐ろしい事実が記されていたのだ。かつて流産した辛い過去を持つアンナは子どものことだけを考えており、「日記」と引換に少女の身元を教えてもらう、という取引をマフィアと交わすことに。取引の場所に現れたのは、ニコライだった。日記を渡すアンナに彼は少女の身元は伝えず、今回の事件は忘れ、自分たちには近づくな、とアンナに忠告する。アンナは時折優しさを見せてくれるニコライに図らずも惹かれはじめる。

## キャスト
| 役名       | 俳優                           | 日本語吹替 |
| ---------- | ------------------------------ | ---------- |
| ニコライ   | ヴィゴ・モーテンセン           | 木下浩之   |
| アンナ     | ナオミ・ワッツ                 | 佐々木優子 |
| キリル     | ヴァンサン・カッセル           | 咲野俊介   |
| セミオン   | アーミン・ミューラー＝スタール | 稲垣隆史   |
| ステパン   | イエジー・スコリモフスキー     | 斎藤志郎   |
| ヘレン     | シニード・キューザック         |            |
| アジム     | ミナ・E・ミナ                  |            |
| ユーリ     | ドナルド・サンプター           |            |
| エクレム   | ジョセフ・アルティン           |            |
| アジズ医師 | ラザ・ジャフリー               |            |
| 彫り師     | オレガル・フェドロ             |            |

- 日本語吹き替え：スターチャンネル（R-15指定版）[2]

## スタッフ
- 監督：デヴィッド・クローネンバーグ
- 製作：ポール・ウェブスター、ロバート・ラントス
- 製作総指揮：スティーヴン・ギャレット、デヴィッド・M・トンプソン、ジェフ・アッバリー、ジュリア・ブラックマン
- 脚本：スティーヴ・ナイト
- 撮影：ピーター・サシツキー
- プロダクションデザイン：キャロル・スピア
- 衣装デザイン：デニース・クローネンバーグ
- 編集：ロナルド・サンダース（英語版）
- 音楽：ハワード・ショア

## 評価
レビュー・アグリゲーターのRotten Tomatoesでは203件のレビューで支持率は89%、平均点は7.60/10となった。Metacriticでは35件のレビューを基に加重平均値が82/100となった。

## 受賞
第32回トロント国際映画祭観客賞、第34回サターン賞 国際映画賞受賞。
主演のヴィゴ・モーテンセンは第65回ゴールデングローブ賞 主演男優賞、第80回アカデミー賞主演男優賞他にノミネートされた。
映画館大賞の「映画館スタッフが選ぶ、2008年に最もスクリーンで輝いた映画」では第15位である。